# Краківська митрополія
Кра́ківська митропо́лія — одна з 14 митрополій Римо-католицької церкви в Польщі. До її складу входять:
- Краківська архідієцезія
- Тарнувська дієцезія
- Кєлєцька дієцезія
- Бєльсько-Живєцька дієцезія

| Прапор Польщі | Це незавершена стаття про Польщу. Ви можете допомогти проєкту, виправивши або дописавши її. |